# Erpent
Erpent is een deelgemeente van de Belgische stad Namen. Erpent ligt in de provincie Namen, tot 1 januari 1977 was het een zelfstandige gemeente.
De plaats is vooral een geheel van enkele residentiële woonwijken, doorsneden door de verbindingsweg naar Jambes waaraan vele winkels liggen, en de N4, de oude verbindingsweg Brussel-Aarlen, waaraan veel bedrijven (en in het bijzonder autodealers) zijn gevestigd. Het Collège Notre-Dame de la Paix is een belangrijke onderwijsinstelling van lager en middelbaar onderwijs. Ten zuiden van de plaats ligt Naninne, gescheiden van Erpent door een industriële zone.

## Demografische ontwikkeling
- Bronnen:NIS, Opm:1831 tot en met 1970=volkstellingen, 1976= inwonersaantal op 31 december

Deelgemeenten: Beez · Belgrade · Boninne · Bouge · Champion · Cognelée · Daussoulx · Dave · Erpent · Flawinne · Gelbressée · Jambes · Lives-sur-Meuse · Loyers · Malonne · Marche-les-Dames · Namen · Naninne · Rhisnes · Saint-Marc · Saint-Servais · Suarlée · Temploux · Vedrin · Wépion · Wierde

Overige plaatsen: Andoy · Bomel · Bossimé · Bricniot · Brumagne · Frizet · Grognon · Gros Buisson · Herbatte · La Plante · Limoy · Mosanville · Ronet · Salzinnes · Velaine · Wartet

Belgische gemeenten · arrondissement Namen · provincie Namen · Wallonië